# Chalcostephia
Chalcostephia is een geslacht van libellen (Odonata) uit de familie van de korenbouten (Libellulidae).

## Soorten
Chalcostephia omvat 1 soort:
- Chalcostephia flavifrons Kirby, 1889